# Papszabadi (Privigyei járás)
Papszabadi (1899-ig Kis-Lehota és Nagy-Lehota, szlovákul Lehota pod Vtáčnikom) község Szlovákiában, a Trencséni kerületben, a Privigyei járásban. Istvánszabadja és Kispapszabadi egyesítésével jött létre.

## Fekvése
Privigyétől 8 km-re délre fekszik.

## Története
A régészeti leletek tanúsága szerint a Felső-Nyitra völgyében már az újkőkorban éltek emberek. A bronzkorból a lausitzi kultúra eszközei és sírjai kerültek itt elő.
A település elődjeinek keletkezését a 12 és 14. század közé tehetjük, irtványfalu formájában. Előbb több nemesi család birtoka, majd Csák Máté szerezte meg. Ennek halála után királyi birtok, a bajmóci uradalom része. 1350 körül a terület az újonnan felépült Keselőkő várának tartozéka lett.
Kispapszabadit 1362-ben, Istvánszabadját 1388-ban említik először. A trianoni diktátumig mindkét település Nyitra vármegye Privigyei járásához tartozott.
A két települést 1960-ban egyesítették.

## Népessége
| Év:            | 1994. | 2004.   | 2014.   | 2024.   |
| -------------- | ----- | ------- | ------- | ------- |
| Emberek száma: | 3695  | 3791    | 3922    | 3697    |
| Eltérés:       |       | +2,59 % | +3,45 % | -5,73 % |

| Év:            | 2023. | 2024.   |
| -------------- | ----- | ------- |
| Emberek száma: | 3740  | 3697    |
| Eltérés:       |       | -1,14 % |

2001-ben 3722 lakosából 3687 szlovák volt.
2011-ben 3872 lakosából 3742 szlovák.

## Nevezetességei
- Kispapszabadi Szent Vendel kápolnája 1850-ben épült.
- Istvánszabadja Szent Cirill és Metód tiszteletére szentelt római katolikus temploma 1949-ben épült.

## Híres emberek
- Itt született 1944. január 30-án Ján Ducký szlovák politikus, egykori gazdasági miniszter.

## Külső hivatkozások
- Hivatalos oldal
- Községinfó
- Papszabadi Szlovákia térképén
- E-obce.sk Archiválva 2007. szeptember 22-i dátummal a Wayback Machine-ben

## Lásd még
- Istvánszabadja
- Kispapszabadi